# 天鵝座V1619
天鵝座V1619，又名BD+38 4621，HD 207857、SAO 71767、HR 8349，是天鵝座的一颗恒星，视星等为6.17，位于銀經89.1，銀緯-11.2，其B1900.0坐标为赤經21h 46m 56.6s，赤緯+39° -11.2′ 6″。